# 科林·约翰斯通
科林·约翰斯通（英語：Colin Johnstone，1921年9月14日—1991年11月10日），新西兰男子赛艇运动员。他曾代表新西兰参加1950年大英帝国运动会赛艇比赛，获得男子四人单桨有舵手金牌。